# Belemnia eryx
Belemnia eryx är en fjärilsart som beskrevs av Fabricius 1775. Belemnia eryx ingår i släktet Belemnia och familjen björnspinnare. Inga underarter finns listade i Catalogue of Life.